# Billet de 500 francs Germinal
Pour les articles homonymes, voir 500 francs.
Recto
Chronologie
500 francs 1817
Le 500 francs Germinal est le nom du billet de banque en francs français créé le 21 juin 1800 par la Banque de France.
Avec le 1000 francs Germinal, il fait partie des deux premiers billets émis en francs français par l'institution monétaire.

## Vignette provisoire
L'histoire de ce billet est intimement liée à celle du 1000 francs Germinal qui, comme lui, mit plusieurs années avant de trouver sa forme définitive.
Avant d'émettre ses propres billets, la Banque de France utilise les billets de 500 et 1000 francs de la Caisse des comptes courants surchargés de la mention « Payable à la Banque de France ».
Le 2 mars 1800, le Conseil général de la banque décidait que les mots « Caisse de Comptes courants » inscrits dans le corps du billet de  1000 francs ainsi que sur le talon, seraient remplacés par « Banque de France », les mots « Vu par Nous Administrateurs » par « Vu par Nous Régents ». Ces coupures qui circulèrent à partir de juin 1800, comportaient les signatures manuscrites de deux des quinze régents, Mallet l’aîné (de la Banque Mallet) et Médard Desprez, et du directeur général, Martin Garat.
Le 2 messidor An VIII (21 juin 1800) voit la création des premiers billets au nom de la Banque de France : un billet de 1000 francs, mis en circulation moins d'un mois plus tard, et un billet de 500 francs, qui sera mis en circulation à la fin de 1801, deux billets que l'on appelle « provisoires ».
La loi de germinal promulguée le 14 avril 1803, octroie à la Banque de France le privilège d’émission exclusif sur Paris pour une durée de quinze ans. Auparavant, la banque n’était qu’un établissement émetteur au même titre que ses concurrents. Avec cette loi, ceux-ci se voient interdire l’émission de nouveaux billets et doivent retirer avant le 23 septembre 1803 les coupures en circulation.
Le papier utilisé fut d'abord celui de la papeterie de Buges puis celui de la papeterie du Marais.

## Vignette définitive
Recto
Après quelques vicissitudes, la vignette définitive est mise en circulation le 3 avril 1807.
Le type Germinal définitif du billet de 500 francs est identique à celui du 1000 francs Germinal définitif en ce qui concerne l'artiste, le graveur et l'imprimeur, ainsi qu'au niveau des mentions et des détails de sécurité.
Seule la forme imprimée change : il ne s'agit plus d'un rectangle mais d'un octogone allongé, ouvragé dans le style néoclassique.
Monochrome noir, d'aspect assez austère, ce type de billet présente, sur une seule face, une iconographie néoclassique composée de décors floraux ou géométriques et de figures allégoriques : les divinités gréco-latines Minerve et Mercure . Les artistes ayant présidé à leur création sont Charles Percier pour le dessin, Jean-Bertrand Andrieu pour la gravure et Firmin Didot pour la gravure typographique.
L'impression est réalisée in situ à l’encre noire sur un papier à deux feuilles, particulièrement résistant, insérant en filigrane, la valeur faciale inscrite en chiffres et en lettres colorés. Outre un double talon, cette coupure intègre dans un cartouche situé en bas de la vignette, la mention « Loi du 24 germinal An XI ».
Ce billet a été définitivement privé du cours légal en décembre 1897.

## Remarques
- Jusqu'en 1811, un timbre à sec est apposé sur chaque vignette, en plus des trois signatures, de la date et d'une partie de la numérotation effectuées à la main : jugé trop fragile, le timbre à sec est abandonné et remplacé par un timbre humide dit « à l’identique », une technique mise au point par Louis Dupeyrat.